# Manoir de la Baronnais
Le manoir de la Baronnais est un manoir situé à Dinard, en France.

## Description
Le manoir de la Baronnais est d'un style qualifié de Renaissance bretonne. Sur la façade sud, des grilles en fer forgé, ornées de croix et de fleurs de lys défendent les fenêtres du rez-de-chaussée. Le manoir est surmonté de grands toits et de cheminées monumentales très caractéristiques de l'époque Louis XIII. À l'intérieur, l'ensemble des pièces a conservé presque intégralement sa construction d'époque. Le rez-de-chaussée comprend une vaste entrée et trois grandes pièces. Une cuisine avec, le sol en pierres de Saint-Cast. S'y trouve une cheminée monumentale en granit. Le vaste salon et la salle à manger sont garnis de boiseries, avec deux cheminées d'époque en marbre. Dans l'entrée, s'amorce l'escalier desservant les deux étages. Les marches sont toutes en granit.
Le manoir dispose d'un grand jardin à la française.
Une grille en fer forgé de même époque à deux vantaux sépare un premier jardin formant une cour d'entrée, d'un parc donnant sur l'autre façade Est. Remarquons deux grand puits, très profonds, dont l'un est adossé à un escalier desservant une très longue terrasse, un grand escalier donne sur l'autre extrémité de cette terrasse au fond du parc. Arbres fruitiers et rosiers garnissent le mur de granit des terrasses. Buis taillés et cèdres bleus au milieu du parc, massifs de fleurs ornent l'ensemble et rappellent les jardins à la française.

## Localisation
Le manoir est situé sur la commune de Dinard, dans le département d'Ille-et-Vilaine.
Situé à l'entrée de Dinard, 15 boulevard de la Libération.

## Historique
Le monument est inscrit au titre des monuments historiques par arrêté du 28 juin 1972. Sont protégés : salle à manger ; salon ; chambre ; décor intérieur.
En 1757, à la mort de messire René Arthur Ladvocat de la Baronnais, les titres et les propriétés passèrent à un cousin : François-Claude Colas de la Barre qui changeait son titre de seigneur de la Barre en celui de seigneur de la Baronnais. Le manoir porte désormais son nom. Son fils unique : François-Pierre épouse René de Kergu. À la Baronnais, vingt enfants naîtront de ce mariage. C'est là que la Révolution va surprendre cette heureuse famille. Chateaubriant dans les Mémoires d'outre-tombe faisant allusion à cette époque à la Baronnais écrira : "la révolution a fauché avant la maturité cette riche moisson du père de famille". François-Pierre ouvrira ses portes aux traqués poursuivis par l'armée des Bleus, leur permettant à travers mille dangers de s'embarquer pour Jersey ou l'Angleterre. Une tradition orale indiquait qu'un tunnel allait de trois cachettes jusqu'à la plage. Dans cette "maison de confiance" on déposait le courrier clandestin qui de là gagnait une cachette convenue : sous une pierre plate, dans les ruines d'un ancien moulin, aujourd'hui la villa Nahant. Un des plus jeunes enfants du seigneur de la Baronnais, Renée-Rose, échappée miraculeusement à la sinistre noyade de Nantes et rentrée à pied à la maison paternelle épousait un descendant de la famille Gouyon Matignon. Un prêtre bénit ce mariage clandestinement dans la salle à manger.
Le manoir passa successivement aux descendants de cette famille : les Gouyon Matignon, les de Varieux dont une fille épousa le fils aîné du général de Sonis, Louis-Gaston de Sonis qui le posséda jusqu'en 1925. De 1925 à 1937 Mme Sassoon en fut la propriétaire, elle le revendit en 1937 à Mme Vandesmet.
Ce furent des descendants par voies directes ou collatérales de la même famille qui occupèrent le manoir de 1647 à 1925.
René Drouin, industriel parisien, et son épouse firent l'acquisition de ce manoir le 9 juillet juillet 1955. La propriété est actuellement occupée par leurs deux filles, Anne-Marie et Monique Drouin.